# Cauloecista
Cauloecista là một chi bướm đêm thuộc họ Gelechiidae.